# Międzynarodowa Fundacja Mozarteum

Logo

Międzynarodowa Fundacja Mozarteum – instytucja kultury w Salzburgu w Austrii, założona w celu ochrony i kultywowania dziedzictwa pochodzącego z tego miasta kompozytora Wolfganga A. Mozarta przez obywateli Salzburga w roku 1880
.